# بنی (خواننده)
استلا رز بنت (به انگلیسی: Stella Rose Bennett؛ زادهٔ ۳۰ ژانویهٔ ۲۰۰۰) معروف به بنی (به انگلیسی: Benee؛ ‎/ˈbɛniː/‎) و پیش‌تر با نام بنه (به انگلیسی: Bene) شناخته می‌شد، خواننده-ترانه‌پرداز نیوزیلندی اهل اوکلند می‌باشد.